# Datsun 200B
Der Datsun 200B war ein Mittelklassewagen des japanischen Automobilherstellers Nissan, der von 1977 bis 1981 in Australien als Nachfolger des Datsun 180B angeboten wurde. Zunächst wurde der als 4-türige Limousine, 5-türiger Kombi und 2-türiges Hardtop-Coupé lieferbare Wagen japanischen Designs komplett aus Japan eingeführt. Das Coupé hatte die Bezeichnung SSS. Ab Januar 1978 wurde die Limousine in Australien gefertigt, der Kombi folgte wenig später. Die Limousine war in den Ausstattungsvarianten GL und GX verfügbar, das Coupé nur als Hardtop, aber – anders als die Vorgänger – mit einem runden Fenster in der C-Säule. 1979 wurde die Lieferung des Coupés nach Australien eingestellt.
Fast sofort nach der Einführung wurde der 200B Australiens meistverkaufter Vierzylinderwagen und blieb es bis zum Erscheinen des Mitsubishi Sigma. Auch blieb der Wagen während seiner gesamten Produktionszeit populär, insbesondere Familienväter schätzten den großen Innenraum und die gute Serienausstattung. Vielleicht sah der 200B etwas konservativ aus, aber Nissan sorgte dafür, dass er zuverlässig und strapazierfähig war, Qualitäten, die die australischen Käufer mehr schätzten als ein fortschrittliches Design.
Der 2,0 l-Vierzylinder-Reihenmotor des 200B war eine hubraumstärkere Version des Motors, der in den 180B eingebaut war und hieß L20B. Die 1952 cm³ große Maschine war gut für 112 bhp (82 kW).
Nur die frühen, vollständig aus Japan importierten Limousinen und Coupés behielten die hintere Einzelradaufhängung des 180B. Die in Australien gefertigten 200B erhielten stattdessen Schraubenfedern und Längslenker, während der Kombi eine Starrachse mit Blattfedern besaß. Diese technische Änderung wurde als großer Rückschritt angesehen, hatte seine Ursache aber nicht in Kosteneinsparung, sondern in der Notwendigkeit, 85 % der Teile aus australischer Fertigung zu verwenden, damit Nissan nach den Regeln der damaligen Regierung als australischer Hersteller galt. Aber insbesondere die hintere Starrachse, die in Australien entwickelt wurde, erwies sich als Vorteil für das Handling der Autos.
Der größte Nachteil des 200B war sein hohes Geräuschniveau. Das 2,0 l-ohc-Motor lief im oberen Drehzahlbereich sehr laut und dazu kamen erhebliche Vibrationen vom Antrieb. Die Beschwerden hierüber resultierten in einer Überarbeitung des Auspufftraktes durch den japanischen Hersteller und so liefen die späteren Modelle etwas leiser.
Eine sportliche Version der Limousine kam im Juni 1978 heraus. Der neue SX hatte einen überarbeiteten Kühlergrill, einen Frontspoiler, Aluminiumfelgen, eine geänderte Innenausstattung (gestreifte Stoffeinsätze in den Sitzen) und einen Drehzahlmesser. Auch das Fahrwerk wurde zur Erreichung besserer Fahreigenschaften abgeändert. Das neue Modell war in den Lackfarben blau, rot und weiß erhältlich und es gab nur ein Viergang-Schaltgetriebe mit Mittelschaltung. Der SX war ein nur in Australien gefertigtes Modell und markierte den Schritt weg von der reinen Montage in Japan konstruierter Autos. Dies führte wiederum dazu, dass künftige Datsun- und später Nissan-Modelle in ihrer Konstruktion vor Ort überarbeitet wurden, um besser auf australische Bedürfnisse abgestimmt zu sein. Viele Komponenten dieser Autos wurden von australischen Zulieferern bezogen, eine Tradition, die Nissan bis zur Aufgabe der australischen Fertigungsstätte im Jahre 1991 pflegte.
Im Oktober 1979 erschien ein überarbeiteter 200B mit neuen Kühlergrill, Stoßfängern, Außenausstattung und Armaturenbrett. Die Sitze waren eine rein australische Konstruktion und wurden auch im Lande gebaut. Dieses Facelift wurde von Paul Beranger, einem früheren Holden-Konstrukteur durchgeführt. Im Jahre 2006 konstruierte er den Toyota Aurion.
1980 kam ein Sondermodell 200B Aspen GL als Limousine in besonderen, gedeckten Lackfarben – grün, blau und grau – heraus. Sowohl der 180B als auch der 200B waren bei australischen Fahrern sehr beliebt, wenn auch heute kaum noch eines dieser Modelle auf der Straße zu sehen ist. Bald werden diese Fahrzeuge von Enthusiasten sehr gesucht sein, aber es gibt kaum noch welche.
Die Fertigung des 200B wurde im Mai 1981 eingestellt. Sein Nachfolger war der Datsun Bluebird 910.
Die australische Comedy-Band Tripod schrieb ein Lied mit dem Titel 200B über diesen Wagen.

## 160B / 180B / 200B in Neuseeland

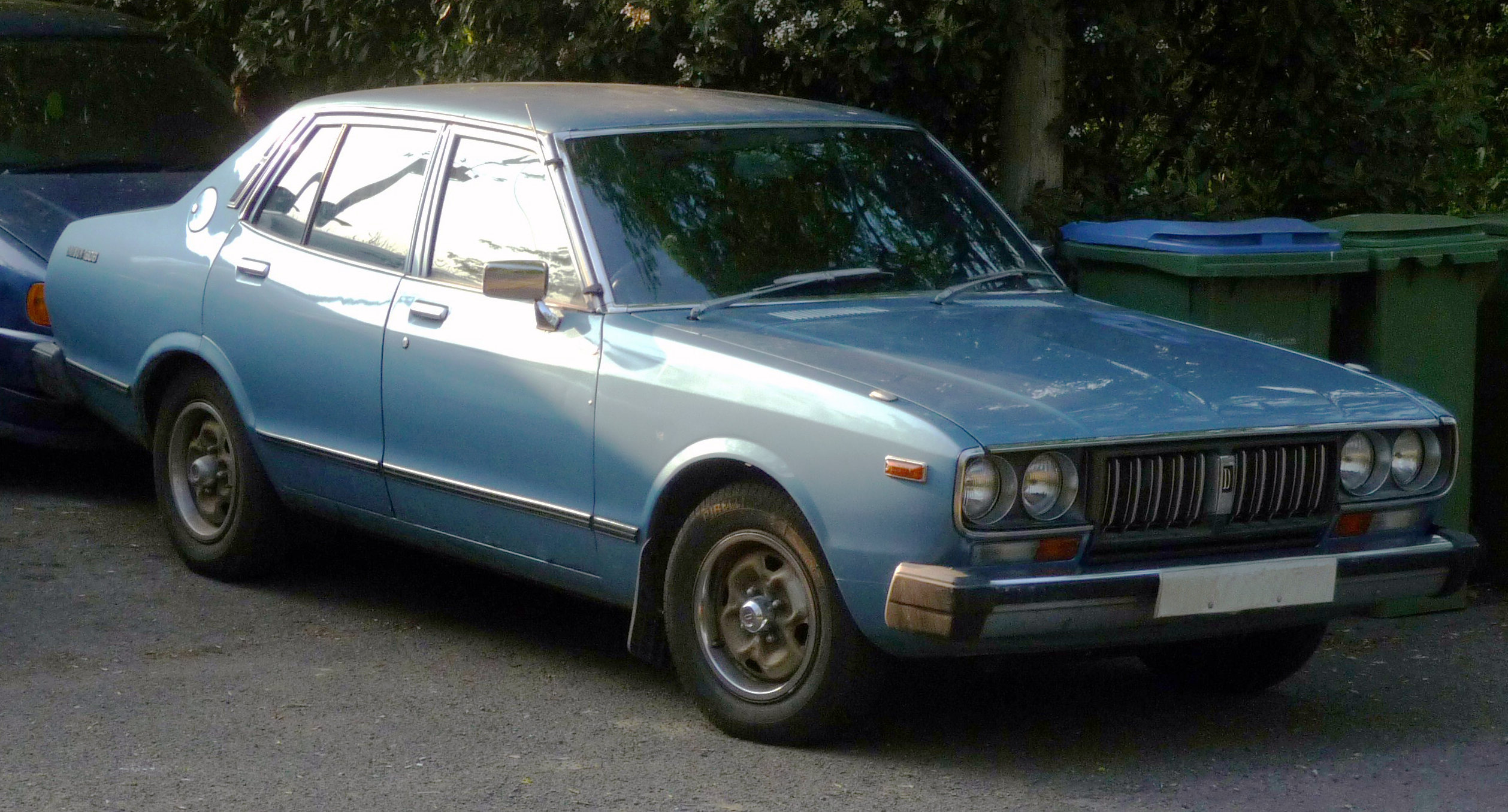
Datsun 180B 1978–1981

Dieses Modell kam 1977 auch in Neuseeland heraus und wurde dort aus CKD-Sätzen als 4-türige Limousine und 5-türiger Kombi gebaut. Auch ein 2-türiges Coupé, das komplett aus Japan importiert wurde, war erhältlich. Anders als in Australien hatten die Limousinen die Einzelradaufhängung hinten wie die japanischen Ausführungen.
In den ersten Produktionsmonaten hatten die Autos weiterhin den 1,8 l-Motor und hießen daher auch 180B.
Im Laufe des Jahres 1978 wurden einige Veränderungen an diesem Modell angebracht, insbesondere ein auf 2,0 l vergrößerter Motor (der zur Modellbezeichnung 200B führte) und ein kleines Facelift mit neuem Kühlergrill und rechteckigen Scheinwerfern. Um der neuseeländischen Vorliebe für schwächer motorisierte Autos entgegenzukommen, brachte man auch ein Modell mit 1,6 l-Motor heraus, das als 160B angeboten wurde.
Die Produktion des neuseeländischen 160 B / 200B wurde bis Ende 1980 fortgesetzt; dann ersetzte der Datsun Bluebird910 diese Autos.